# Petronilla
Petronilla  è un nome proprio di persona italiano femminile.

## Varianti
- Femminili: Pietronilla, Petronella
  - Ipocoristici: Nilla

### Varianti in altre lingue
- Francese: Pétronelle[2]
- Inglese: Petronilla, Petronella
- Latino: Petronilla[1][2][3]
- Medio inglese: Petronel[2], Peronel[2], Parnel[2], Pernel[2]
- Olandese; Petronella[2], Pietronella[2]
- Polacco: Petronela[2]
- Rumeno: Petronela[2]
- Slovacco: Petronela[2]
  - Ipocoristici: Nela[2]
- Svedese: Petronella[2]
  - Ipocoristici: Pernilla
- Tedesco: Petronella[2]

## Origine e diffusione
Deriva dal nome latino di età imperiale Petronilla, un diminutivo del nome Petronia; l'etimologia è incerta, deriva forse da  o dall'etrusco Petruna, di oscuro significato, anche se viene accostato popolarmente al latino (petra, "pietra" e quindi al nome Pietro).
In Inghilterra il nome ebbe notevole diffusione in passato; una sua forma dialettale contratta, Parnel o Pernel, andò largamente in disuso nel tardo Medioevo, quando divenne uno slang indicante una donna dai facili costumi, con alcune eccezioni, come la Cornovaglia, dove era ancora usata fino al XVIII secolo.

## Onomastico
L'onomastico si festeggia il 31 maggio in memoria di santa Petronilla, martire a Roma nel I secolo, invocata contro la febbre e considerata, secondo tradizioni successive, figlia di san Pietro. Con questo nome si ricordano anche un'altra santa Petronilla, badessa ad Aubeterre, il 24 ottobre, e una beata, badessa clarissa a Moncel (presso Beauvais), il 1º maggio.

## Persone

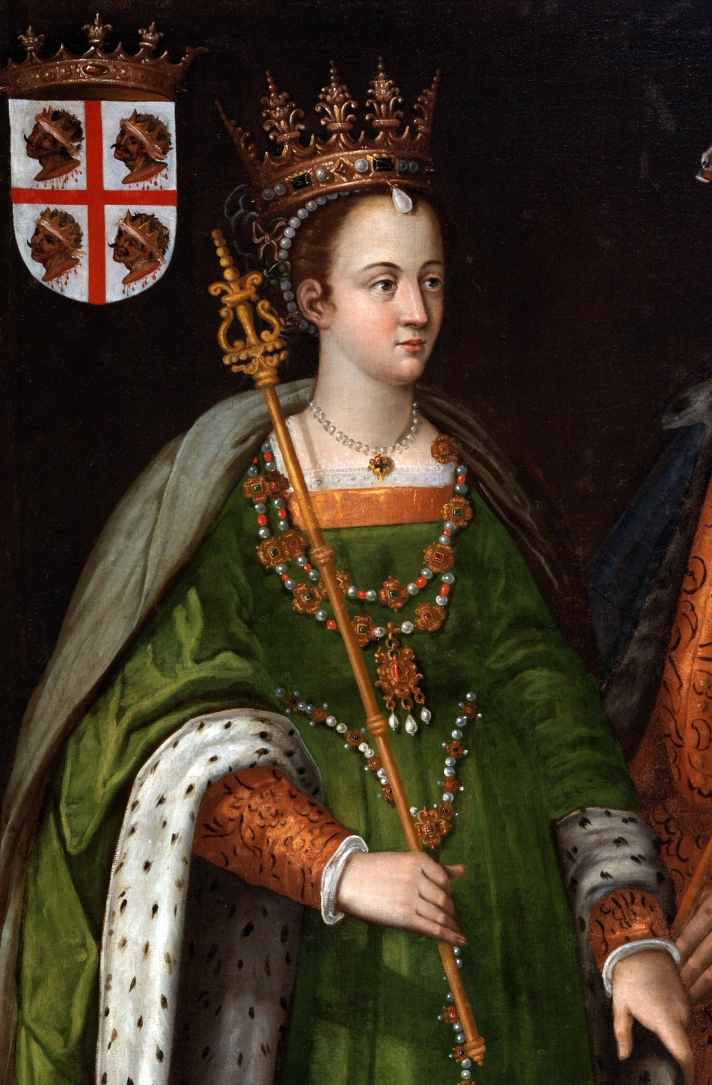
Petronilla di Aragona

- Petronilla d'Aquitania, contessa di Vermandois e Valois
- Petronilla di Aragona, regina d'Aragona
- Petronilla di Bigorre, viscontessa di Bigorre e di Comminges
- Petronilla Paolini Massimi, poetessa italiana

### Varianti
- Petronella van Vliet, nuotatrice olandese

## Il nome nelle arti
- Petronilla è lo pseudonimo di Amalia Moretti come autrice di articoli di cucina.